# Baccharis triangularis
Baccharis triangularis là một loài thực vật có hoa trong họ Cúc. Loài này được Hauman mô tả khoa học đầu tiên năm 1913.